# Grand Prix de Wallonie 2010
Il Grand Prix de Wallonie 2010, cinquantunesima edizione della corsa, valido come evento dell'UCI Europe Tour 2010 categoria 1.1, si svolse il 15 settembre 2010 per un percorso di 202,4 km. Fu vinto dal tedesco Paul Martens, che giunse al traguardo in 4h 56' 12" alla media di 40,999 km/h.
Furono 141 i ciclisti che portarono a termine la competizione.

## Ordine d'arrivo (Top 10)
| Pos. | Corridore         | Squadra      | Tempo    |
| ---- | ----------------- | ------------ | -------- |
| 1    | Paul Martens      | Rabobank     | 4h56'12" |
| 2    | Riccardo Riccò    | Vacansoleil  | s.t.     |
| 3    | Cadel Evans       | BMC          | s.t.     |
| 4    | Julien Simon      | Saur-Sojasun | a 5"     |
| 5    | Giovanni Visconti | ISD-Neri     | s.t.     |
| 6    | Björn Leukemans   | Vacansoleil  | a 8"     |
| 7    | Kevyn Ista        | Cofidis      | a 10"    |
| 8    | Sep Vanmarcke     | Topsport Vl. | a 15"    |
| 9    | Jürgen Roelandts  | Omega Pharma | a 16"    |
| 10   | Luca Paolini      | Acqua & Sap. | s.t.     |